# Großtraktor

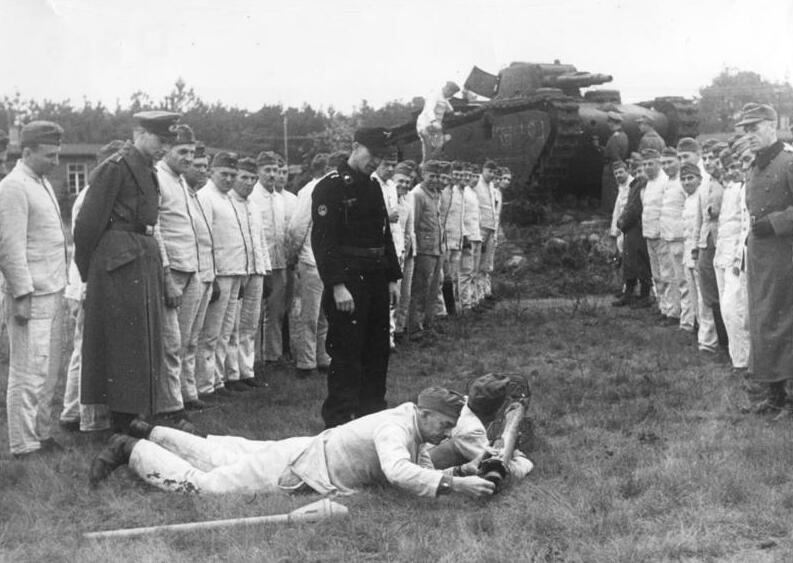
Im Hintergrund: Rheinmetall-Großtraktor

Großtraktor war die Tarnbezeichnung eines schweren deutschen Mehrturm-Panzertyps der Reichswehr, dessen Entwicklung Mitte der 1920er Jahre noch während der Weimarer Republik trotz bestehender Rüstungsbeschränkungen seitens des Versailler Vertrags begann. Von diesem Fahrzeugtypen wurden von Rheinmetall, Daimler-Benz und Krupp mehrere Prototypen gebaut, welche in der geheimen Zusammenarbeit der Reichswehr und der Roten Armee in der Panzerschule Kama in der Sowjetunion über einen längeren Zeitraum erprobt wurden. Zusammen mit den gleichzeitig entwickelten Prototypen des „Leichttraktor“ waren es die ersten deutschen Kampfpanzertypen, die nach dem Ersten Weltkrieg entstanden.

## Hintergrund
Nach dem Ersten Weltkrieg war es dem Deutschen Reich gemäß den Bestimmungen des Versailler Vertrages untersagt, eine Panzerwaffe zu besitzen. Um dieses Verbot und die Überwachung durch die Interalliierte Kontrollkommission zu umgehen, gründeten einige Rüstungsfirmen mit Zustimmung und im Auftrag der Reichswehr Zweigniederlassungen im Ausland. So erwarb die Gutehoffnungshütte beispielsweise den schwedischen Maschinenhersteller Landsverk Aktiebolag, der im weiteren Verlauf zum wichtigsten Panzerhersteller Schwedens wurde. In Deutschland selbst koordinierte das Truppenamt die bisherige Panzerentwicklung.
Schon ab 1920 hatte sich das deutsche Militär um eine Zusammenarbeit mit den sowjetischen Streitkräften bemüht. Ab 1921 erfolgten mit Wissen des Reichskanzlers Wirth Sondierungsgespräche für ein solches Projekt. Am 16. April 1922 wurde der Vertrag zur militärischen Kooperation mit der Sowjetunion (→ Vertrag von Rapallo) geschlossen. In einem nächsten Schritt wurde das Engagement der deutschen Rüstungsindustrie für den Ausbau der sowjetischen Rüstungsindustrie geregelt, wodurch auch die Lieferung von technischem Gerät in die Sowjetunion ermöglicht war. Die Luftwaffe erhielt 1924 einen Flugplatz und das Heer eine Versuchsanstalt für Munition und Kampfstoffe. Am 9. Dezember 1926, also nachdem man erste Ergebnisse aus den Entwicklungsaufträgen zur Panzerentwicklung an die deutsche Industrie beim Heer vorliegen hatte, wurde ein Vertrag über die Errichtung einer Kampfwagenschule in der Nähe von Kasan unterschrieben. Der Standort bestand aus einer ehemaligen Artillerie-Kaserne und einem 10 km entfernten Schießplatz.

## Entwicklung
Im Mai 1925 erhielten die Firmen Rheinmetall, Daimler-Benz und Krupp Entwicklungsaufträge für jeweils zwei Panzerkampfwagen in der Klasse bis 20 t durch die damalige Inspektion für Waffen und Gerät 6 des Reichswehrministeriums, welche später zum Heereswaffenamt werden sollte. Vorgegeben für diesen „Armeewagen 20“ wurde eine Bewaffnung mit einer 7,5-cm-Kanone und einer weiteren 3,7-cm-Kanone zur Panzerbekämpfung. Die relativ detaillierten Vorgaben bezüglich Form und Bewaffnung führten zu optisch sehr ähnlichen Fahrzeugen, die nur bei genauer Kenntnis der drei verschiedenen Typen unterschieden werden können. Das Mehrturm-Prinzip folgte dem internationalen Entwicklungsstand und unterschiedliche technische Detaillösungen bei Fahrwerk und weiteren Aggregaten bei den anbietenden Firmen können als fortschrittlich, doch auch experimentell, eingestuft werden. Dies war von der Abteilung WaPrüf 6 unter der Leitung von Oberstleutnant Oswald Lutz und dem Panzerreferenten Hauptmann Pirner beabsichtigt.
Alle drei Unternehmen fertigten zwischen 1928 und 1929 die jeweils bestellten zwei Prototypen aus Weichstahl. Aus Gründen der Geheimhaltung erhielten diese die Tarnbezeichnung „Großtraktor“ und werden durch die Ergänzung des Firmennamens voneinander unterschieden.
Einige Punkte waren einheitlich vorgegeben: Gewicht 16 t, Maße 6500 × 2600 × 2400, Höchstgeschwindigkeit 40 km/h, Langsamfahrt 3 km/h, Hindernis-Steigfähigkeit 45° (realistisch 30°), Klettert 1000 mm, Grabenüberschreiten 2500 mm, Watfähigkeit 800 mm, schwimmfähig ohne Anbauten, Hauptturm mit 7,5-cm-Kanone L/24 (V° 420 m/s) und MG, Kugelblenden-MG in der Front, zweiter MG-Turm am Heck, 14 mm Panzerung SMK-sicher, Gas-sicher und (Flugzeug-)Motor mit 150 PS bei 1400/min. Letzterer wurde aus Gewichtsgründen und in Ermangelung eines geeigneten Panzermotors vorgegeben.
- Großtraktor Ausführung Krupp
- Großtraktor Ausführung Rheinmetall
- Großtraktor Ausführung Daimler-Benz

## Produktion
Die „Großtraktoren“ waren nicht nur als Forschungsobjekte vorgesehen, tatsächlich war im geheimen Rüstungsprogramm die Fertigung von weiteren Fahrzeugen vorgesehen, oder diese Form der Budgetierung sollte die weitere Entwicklungsarbeit finanzieren. Das Beschaffungsprogramm vom 25. März 1929 jedenfalls plante für die Zukunft mit 17 Fahrzeugen, für die 3,4 Mio. Reichsmark eingeplant waren. Die Ergebnisse aus der Erprobung sollten allerdings dazu führen, dass keine weiteren Großtraktoren beschafft wurden.

## Technik
Der Großtraktor war, genau wie die Entwürfe anderer Nationen im gleichen Zeitraum, als schwerer Durchbruchswagen in einem potentiellen Stellungskrieg konzipiert. Mit seinen umlaufenden Gleisketten hatte er starke Ähnlichkeit mit den Panzertypen des Ersten Weltkrieges, die maßgeblich auf das Überwinden von Gräben und Granattrichtern ausgelegt waren. Auf der großen Wanne befand sich ein voll schwenkbarer Turm mit einer kurzen 7,5-cm-Kanone, wie sie später auch im Panzerkampfwagen IV verwendet wurde, und einer koaxialen 3,7-cm-Panzerabwehrkanone. Als weitere Bewaffnung besaß er drei bis vier Maschinengewehre. Die rund 16 Tonnen schweren Fahrzeuge waren mit verschiedenen Sechszylindermotoren von 250 bis 260 PS Leistung ausgestattet.

## Verwendung
Im Sommer 1929 wurden die ersten deutschen Panzerfahrzeuge, für die Erprobung der Fahrzeuge und die Ausbildung von künftigen, für die Dauer der Lehrgänge nicht als Militärangehörige geführten, Panzeroffiziere, in die Sowjetunion transportiert. Hierzu zählten auch die Großtraktoren, die auf dem Seeweg von Stettin nach Leningrad gebracht wurden, wo sie im Juli 1929 eintrafen.
Die Fahrzeuge wurden in „Kama“ nummeriert. 41 und 42 waren Daimler-Benz-Fahrzeuge, 43 und 44 waren Krupp-Fahrzeuge und 45 und 46 waren die Rheinmetall-Fahrzeuge.
Nach dem Ende der gemeinsamen deutsch-sowjetischen Zusammenarbeit im Zuge der Machtübernahme der neuen nationalsozialistischen Regierung kamen die Panzer zurück nach Deutschland, wo sie in der Anfangszeit als Übungsfahrzeuge genutzt wurden. Die beiden technisch problematischen Daimler-Benz-Fahrzeuge wurden bereits 1934 als Ehrenmale beim Panzer-Regiment 1 in Erfurt und beim Panzer-Regiment 5 in Wunsdorf aufgestellt und sind gut fotografisch dokumentiert. Im August 1935 kamen die verbliebenen vier Fahrzeuge bei einem Großmanöver der Wehrmacht als Ausrüstung der 1. Panzer-Division zum Einsatz.
Die Fahrzeuge gingen später für Ausbildungszwecke an die Panzerschule Putlos. Dokumentiert ist die Aufstellung von je einem Fahrzeug von Krupp und Rheinmetall etwa um das Jahr 1937 im Bereich der Kaserne des Panzer-Regiments 5. Gegen Kriegsende scheinen sie, wie Fotos dokumentieren, sogar als Hartziele verwendet worden zu sein. So blieb letztlich keines der Fahrzeuge erhalten.
Die umfangreichen Tests in der Sowjetunion mit diesen Fahrzeugen ermöglichten es den deutschen Konstrukteuren, eine große Menge an Erfahrungen zu sammeln und grundlegende Fragestellungen im Panzerbau zu erkennen und zu beantworten.
Der Bau des Großtraktors leitete direkt zum ähnlich aussehenden Neubaufahrzeug über.